# Josef Fuhrich
Josef Fuhrich (* 22. Oktober 1897 in Kunnersdorf (Kunratice) bei Reichenberg, Böhmen; † 10. Oktober 1945 in Český Brod) war ein deutsch-österreichischer Mathematiker.

## Leben
Er besuchte das Gymnasium in Komotau. Ab Sommer 1915 war er Einjährig-Freiwilliger und bis November 1918 als Leutnant im Kriegsdienst, wobei er schwere Gesundheitsschäden erlitten hatte.
Er studierte dann an den Universitäten in Wien und Prag. Gerhard Kowalewski nahm ihn und Amélie Weizsäcker als seine besten Schüler mit an die TH Dresden. Bei Friedrich Engel in Gießen schrieb er im Sommer 1922 seine Dissertation Zur natürlichen Geometrie ebener Transformationsgruppen.
Mitte der 1930er wurde er an der Deutschen Technischen Hochschule in Prag der Nachfolger von Gustav Rosmanith (1865–1954) für Versicherungsmathematik und Statistik. Zum 1. April 1939 trat er der NSDAP bei (Mitglieds-Nr. 7.077.495). Daneben wurde er Mitglied weiterer nationalsozialistischer Organisationen, darunter der SS.
Er war vom 5. Mai 1945 bis 10. Oktober 1945 im Internierungslager in Český Brod, wo er am 10. Oktober 1945 zu Tode kam.

## Veröffentlichungen
- Diferenční slovník polsko-český. 1925
- Pohrobní věnec. 1927
- Festschrift zum siebzigsten Geburtstag Prof. Dr. Gustav Rosmaniths. 1935
- Über die numerische Ermittlung von Periodizitäten. 1935 (Online; PDF; 298 kB)
- Über eine allgemeine Methode zur mathematischen Analyse empirischer Reihen. 1936, doi:10.1007/BF01699324